# Joseph Horace Lewis

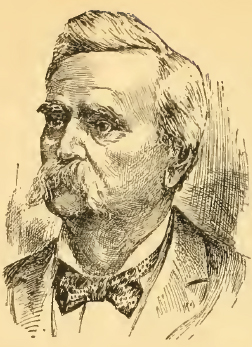
Joseph Horace Lewis

Joseph Horace Lewis (* 29. Oktober 1824 bei Glasgow, Barren County, Kentucky; † 6. Juli 1904 bei Georgetown, Kentucky) war ein US-amerikanischer Jurist und Politiker. Zwischen 1870 und 1873 vertrat er den Bundesstaat Kentucky im US-Repräsentantenhaus.

## Werdegang
Joseph Lewis besuchte die öffentlichen Schulen seiner Heimat und danach bis 1843 das Centre College in Danville. Nach einem anschließenden Jurastudium und seiner 1845 erfolgten Zulassung als Rechtsanwalt begann er in Glasgow in diesem Beruf zu arbeiten. Politisch wurde Lewis Mitglied der Demokratischen Partei. Zwischen 1850 und 1855 war er Abgeordneter im Repräsentantenhaus von Kentucky. In den Jahren 1856 und 1860 kandidierte er erfolglos für den Kongress. Während des Bürgerkrieges diente er im Heer der Konföderation, in dem er bis zum Brigadegeneral aufstieg.
Nach Ende des Krieges kehrte Lewis nach Glasgow zurück, wo er wieder als Anwalt praktizierte. In den Jahren 1869 und 1870 war er noch einmal Abgeordneter im Staatsparlament. Nach dem Rücktritt des Abgeordneten Jacob Golladay wurde er im dritten Wahlbezirk von Kentucky als dessen Nachfolger in das US-Repräsentantenhaus in Washington, D.C. gewählt, wo er am 10. Mai 1870 sein neues Mandat antrat. Nach einer Wiederwahl bei den regulären Kongresswahlen des Jahres 1870 konnte er bis zum 3. März 1873 im Kongress verbleiben.
Im Jahr 1872 verzichtete Lewis auf eine erneute Kandidatur. Danach arbeitete er zunächst wieder als Rechtsanwalt. 1874 wurde er Richter am Kentucky Court of Appeals. Dieses Amt übte er bis 1898 aus; danach zog er auf seine Farm im Scott County. Dort verbrachte er seinen Lebensabend. Auf dieser Farm nahe Georgetown verstarb Joseph Lewis am 6. Juli 1904. Er wurde in Glasgow beigesetzt.